# Leucophora maculata
Leucophora maculata är en tvåvingeart som först beskrevs av Stein 1898.  Leucophora maculata ingår i släktet Leucophora och familjen blomsterflugor. Inga underarter finns listade i Catalogue of Life.